# Campionati mondiali di sollevamento pesi 2023 - 81 kg femminile
Le gare di sollevamento pesi della categoria fino a 81 kg femminile — pesi massimi primi — dei campionati mondiali del 2023 si sono svolte dal 14 al 15 settembre 2023 a Riad presso la Green Hall del Prince Faisal bin Fahad Olympic Complex.

## Programma
L'orario indicato corrisponde a quello saudita (UTC+03:00)
| Data              | Orario | Evento   |
| ----------------- | ------ | -------- |
| 14 settembre 2023 | 21:30  | Gruppo C |
| 15 settembre 2023 | 11:30  | Gruppo B |
| 15 settembre 2023 | 16:30  | Gruppo A |

## Medagliate
Per ciascun esercizio, le prime tre classificate sono le seguenti:
| Esercizio | Oro           | Oro    | Argento       | Argento | Bronzo            | Bronzo |
| --------- | ------------- | ------ | ------------- | ------- | ----------------- | ------ |
| Strappo   | Wang Zhouyu   | 122 kg | Liang Xiaomei | 122 kg  | Neisi Dajomes     | 115 kg |
| Slancio   | Liang Xiaomei | 159 kg | Wang Zhouyu   | 155 kg  | Eileen Cikamatana | 146 kg |
| Totale    | Liang Xiaomei | 281 kg | Wang Zhouyu   | 277 kg  | Eileen Cikamatana | 256 kg |

## Record
Prima di questa competizione, i record mondiali esistenti erano i seguenti:
| Record mondiale | Strappo | Mondiale standard | 127 kg | — | 1º novembre 2018 |
| Record mondiale | Slancio | Mondiale standard | 158 kg | — | 1º novembre 2018 |
| Record mondiale | Totale  | Mondiale standard | 283 kg | — | 1º novembre 2018 |

## Risultati
| Pos. | Atleta                             | Gr. | Peso atleta | Strappo (kg) | Strappo (kg) | Strappo (kg) | Strappo (kg) | Slancio (kg) | Slancio (kg) | Slancio (kg) | Slancio (kg) | Totale   |
| Pos. | Atleta                             | Gr. | Peso atleta | 1            | 2            | 3            | Pos.         | 1            | 2            | 3            | Pos.         | Totale   |
| ---- | ---------------------------------- | --- | ----------- | ------------ | ------------ | ------------ | ------------ | ------------ | ------------ | ------------ | ------------ | -------- |
|      | Liang Xiaomei (CHN)                | A   | 81.00       | 115          | 120          | 122          |              | 150          | 156          | 159          |              | 281      |
|      | Wang Zhouyu (CHN)                  | A   | 81.00       | 117          | 122          | 124          |              | 147          | 155          | —            |              | 277      |
|      | Eileen Cikamatana (AUS)            | A   | 80.96       | 110          | 110          | 115          | 5            | 143          | 146          | 150          |              | 256      |
| 4    | Mattie Rogers (USA)                | A   | 77.93       | 110          | 112          | 115          | 4            | 140          | 143          | 143          | 4            | 252      |
| 5    | Laura Amaro (BRA)                  | A   | 78.77       | 108          | 112          | 112          | 7            | 133          | 138          | 140          | 5            | 241      |
| 6    | Weronika Zielińska-Stubińska (POL) | B   | 79.87       | 103          | 106          | 107          | 8            | 130          | 134          | 134          | 6            | 237      |
| 7    | Elena Erighina (MDA)               | A   | 80.56       | 103          | 107          | 109          | 9            | 128          | 128          | 131          | 10           | 235      |
| 8    | Maya Laylor (CAN)                  | A   | 80.44       | 102          | 102          | 105          | 11           | 130          | 130          | 130          | 8            | 232      |
| 9    | Wakana Nagashima (JPN)             | B   | 79.37       | 100          | 100          | 105          | 14           | 130          | 136          | 136          | 7            | 230      |
| 10   | Nikki Löwik (NLD)                  | B   | 79.49       | 100          | 103          | 103          | 10           | 125          | 130          | 130          | 15           | 228      |
| 11   | Aremi Fuentes (MEX)                | B   | 80.00       | 99           | 99           | 99           | 18           | 122          | 127          | 130          | 13           | 226      |
| 12   | Katrina Feklistova (GBR)           | C   | 79.49       | 96           | 99           | 102          | 16           | 117          | 121          | 126          | 14           | 225      |
| 13   | Liana Gyurjyan (ARM)               | B   | 81.00       | 93           | 96           | 96           | 22           | 127          | 130          | 130          | 12           | 223      |
| 14   | Sara Yenigün (TUR)                 | B   | 80.94       | 95           | 100          | 100          | 23           | 125          | 128          | 128          | 9            | 223      |
| 15   | Elham Hosseini (IRI)               | B   | 80.18       | 96           | 101          | 103          | 21           | 123          | 125          | 130          | 16           | 221      |
| 16   | Kim I-seul (KOR)                   | B   | 78.55       | 99           | 103          | 103          | 17           | 120          | 120          | 125          | 18           | 219      |
| 17   | Aisha Omarova (KAZ)                | C   | 76.77       | 90           | 93           | 96           | 20           | 115          | 120          | 125          | 17           | 216      |
| 18   | Ida Rönn (SWE)                     | B   | 80.80       | 95           | 95           | 95           | 24           | 120          | 120          | 120          | 19           | 215      |
| 19   | Darya Kheidzer (AIN)               | C   | 80.28       | 94           | 94           | 97           | 19           | 110          | 115          | 115          | 22           | 212      |
| 20   | Dayana Chirinos (VEN)              | C   | 80.69       | 75           | 85           | 90           | 29           | 110          | 120          | 127          | 11           | 212      |
| 21   | Jeanne Eyenga (CMR)                | C   | 80.91       | 88           | 88           | 92           | 28           | 116          | 119          | 125          | 20           | 207      |
| 22   | Eliise Peterson (EST)              | C   | 80.80       | 88           | 91           | 93           | 26           | 107          | 111          | —            | 23           | 198      |
| 23   | Fatemah Al-Buloushi (KUW)          | C   | 80.02       | 61           | 65           | 67           | 30           | 81           | 86           | 88           | 24           | 148      |
| 24   | Nujud Khormi (KSA)                 | C   | 78.50       | 60           | 65           | 66           | 31           | 80           | 85           | 86           | 25           | 146      |
| 25   | Fahd Naji Hanan (YEM)              | C   | 76.87       | 55           | 60           | 63           | 32           | 70           | 75           | 78           | 26           | 138      |
| —    | Neisi Dajomes (ECU)                | A   | 79.31       | 115          | 118          | 120          |              | —            | —            | —            | —            | —        |
| —    | Yudelina Mejía (DOM)               | A   | 80.79       | 105          | 105          | 110          | 6            | 130          | 130          | 130          | —            | —        |
| —    | Siriyakorn Khaipandung (THA)       | B   | 77.08       | 93           | —            | —            | 25           | —            | —            | —            | —            | —        |
| —    | Mönkhjantsangiin Ankhtsetseg (MGL) | B   | 81.00       | 90           | —            | —            | 27           | —            | —            | —            | —            | —        |
| —    | Motoka Nakajima (JPN)              | B   | 81.00       | 100          | 100          | 100          | 15           | 125          | 125          | 136          | —            | —        |
| —    | Anamjan Rustamowa (TKM)            | B   | 81.00       | 101          | 104          | 104          | 12           | 125          | —            | —            | —            | —        |
| —    | Rosalie Dumas (CAN)                | B   | 81.00       | 101          | 106          | 107          | 13           | —            | —            | —            | —            | —        |
| —    | Hayley Whiting (NZL)               | C   | 80.56       | 94           | 94           | 94           | —            | 114          | 114          | 115          | 21           | —        |
| —    | Tamara Salazar (ECU)               | A   | 80.40       | —            | —            | —            | —            | —            | —            | —            | —            | —        |
| —    | Ayamey Medina (CUB)                | C   | 80.56       | —            | —            | —            | —            | —            | —            | —            | —            | —        |
| —    | Clémentine Meukeugni (WRT)         | C   | ritirata    | ritirata     | ritirata     | ritirata     | ritirata     | ritirata     | ritirata     | ritirata     | ritirata     | ritirata |
| —    | Parisa Noorali (IRI)               | C   | ritirata    | ritirata     | ritirata     | ritirata     | ritirata     | ritirata     | ritirata     | ritirata     | ritirata     | ritirata |